# اولاف پولاک
اولاف پولاک (ایتالیایی: Olaf Pollack؛ زادهٔ ۲۰ سپتامبر ۱۹۷۳) دوچرخه‌سوار اهل آلمان است.
وی در مسابقات کشوری و بین‌المللی در مجموع برندهٔ ۱ مدال طلا، ۱ مدال نقره، ۱ مدال برنز شده‌است.